# Aronne (nome)
Aronne  è un nome proprio di persona italiano maschile.

## Varianti in altre lingue
- Arabo: هارون (Hārūn, Harun, Haroun)[2][3]
- Bosniaco: Harun[2]
- Bretone: Aaron
- Ceco: Árón
- Croato: Aron[2]
- Danese: Aron[2]
- Ebraico: אַהֲרֹן ('Aharon, Aharon)[2][3]
- Esperanto: Arono, Aaron
- Estone: Aaron
- Finlandese: Aaron
- Francese: Aaron
- Greco biblico: Ἀαρών (Aarṓn)
- Greco moderno: Ααρών (Aarón)
- Inglese: Aaron[2], Aaren[4], Arron[2]
  - Femminili: Aaren[4]
- Irlandese: Árón
- Islandese: Aron
- Latino: Aron[1], Aaron[1]
- Lettone: Ārons
- Lituano: Aaronas
- Norvegese: Aron[2]
- Olandese: Aäron
- Persiano: هارون (Harun, Haroun)[2]
- Polacco: Aaron, Aron[2]
- Portoghese: Aarão
- Slovacco: Áron
- Sloveno: Aron
- Spagnolo: Aarón[2]
- Svedese: Aron[2]
- Tedesco: Aaron
- Turco: Harun[2]
- Ungherese: Áron[2]
- Wolof: Aaroona
- Yoruba: Áárọ́nì

## Origine e diffusione

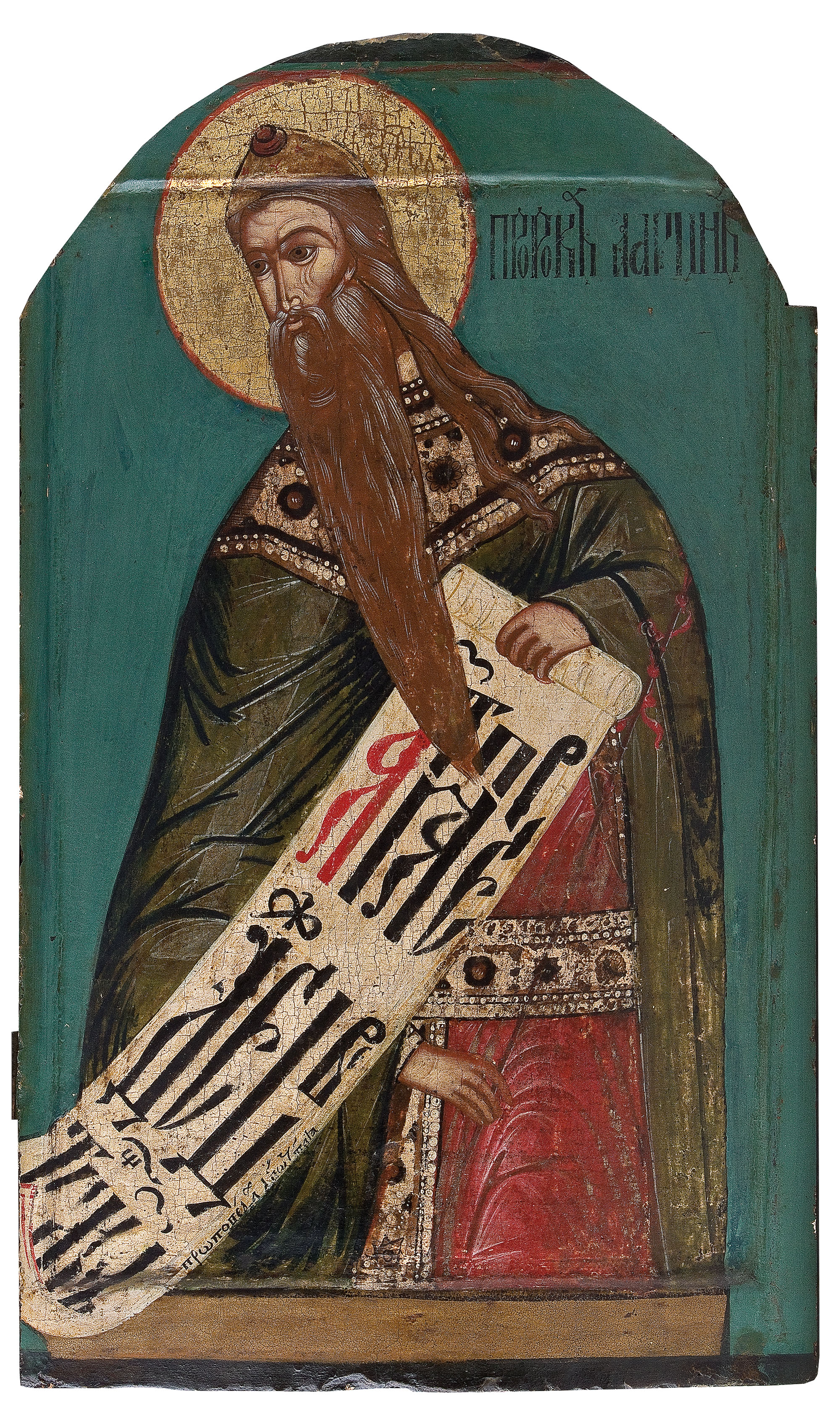
Aronne raffigurato in un'icona russa

Nome di chiara tradizione biblica, è portato nell'Antico Testamento da Aronne, fratello di Mosè e primo sommo sacerdote del popolo ebraico.
Deriva dal nome ebraico אַהֲרֹן ('Aharon, Aharon), dall'etimologia dubbia. 
Probabilmente è di oscure origini egizie, ma viene talvolta ricollegato a diversi termini ebraici con significati quali "brillante", "esaltato", "alta montagna" o "montàno", "proveniente dalla montagna", oppure lo ricollegano al termine aron ("arca")
La pronuncia italiana corrente è "Arònne", ma si registra storicamente anche la forma "Àronne". La forma inglese Aaron è in uso sin dalla Riforma Protestante.

## Onomastico
L'onomastico si può festeggiare il 1º luglio in memoria di sant'Aronne, fratello di Mosè. Con questo nome si ricordano anche, alle date seguenti:
- 22 giugno, sant'Aronne, martire con san Giulio a Caerleon[9]; precedentemente anche questo santo era commemorato il 1º luglio[6][10].
- 22 giugno (21 su alcuni calendari), sant'Aronne di Aleth, eremita e abate dell'isola di Cesambre[11]
- 28 settembre, beato Aronne, vescovo di Auxerre[12]
- 9 ottobre, beato Aronne, monaco a Cluny, abate a Tyniec e successivamente arcivescovo di Cracovia[13]

## Persone
- Aronne Abulrabi, astrologo italiano
- Aronne Mauri, incisore italiano
- Aronne Pieruz, sciatore alpino italiano

### Variante Aaron

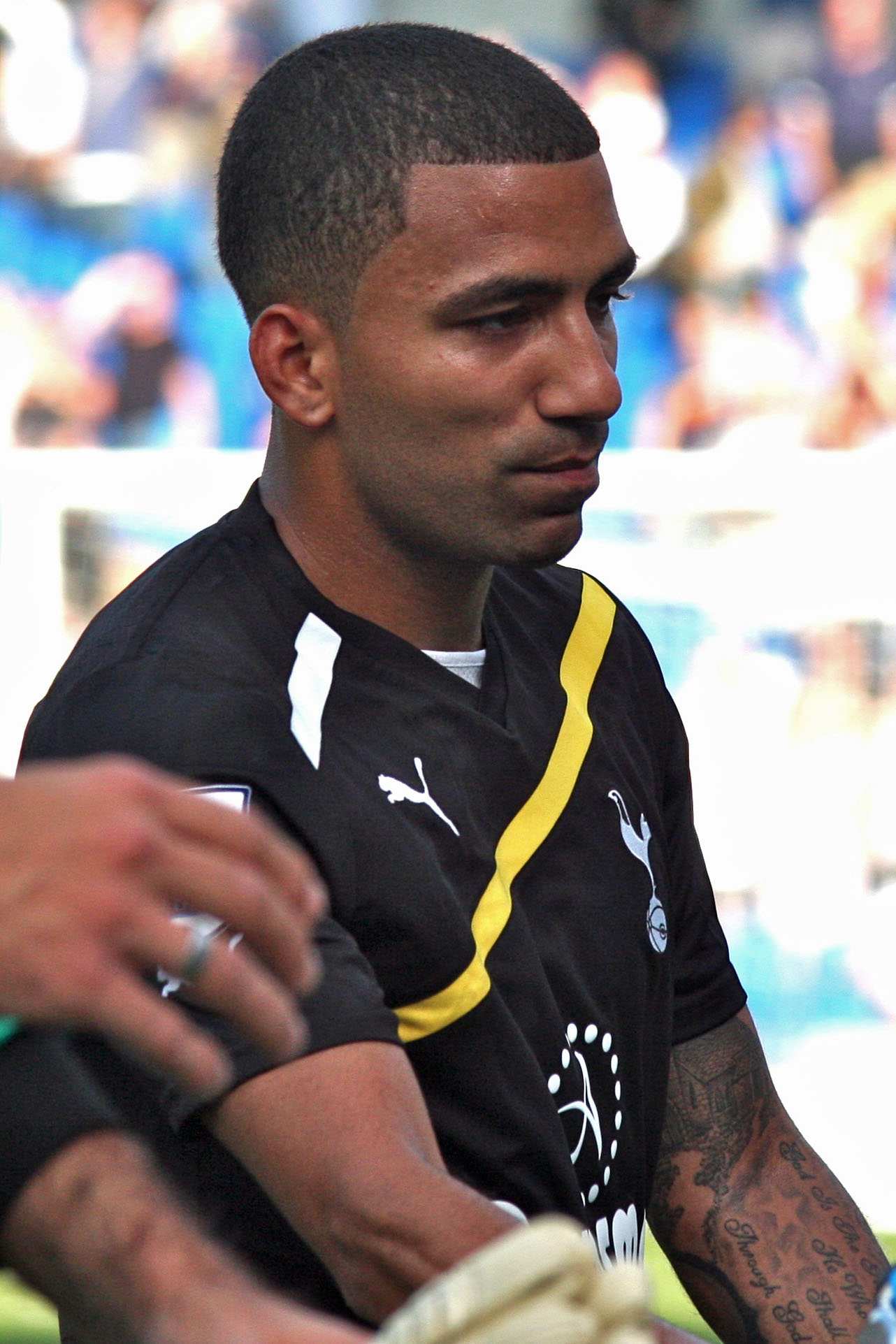
Aaron Lennon

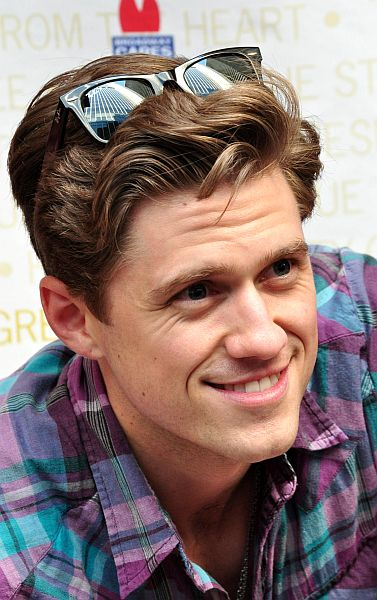
Aaron Tveit

- Aaron Aaronsohn, agente segreto ottomano
- Aaron Ashmore, attore canadese
- Aaron Burr, politico statunitense
- Aaron Carter, cantante statunitense
- Aaron Curry, giocatore di football americano statunitense
- Aaron Douglas, attore canadese
- Aaron Eckhart, attore statunitense
- Aaron Klug, chimico lituano naturalizzato britannico
- Aaron Lennon, calciatore britannico
- Aaron Nimzowitsch, scacchista lettone
- Aaron Paul, attore statunitense
- Aaron Ramsey, calciatore gallese
- Aaron Slight, pilota motociclistico neozelandese
- Aaron Swartz, programmatore, scrittore e attivista statunitense
- Aaron Taylor-Johnson, attore britannico
- Aaron Tveit, attore e cantante statunitense

### Variante Aron
- Aron Baynes, cestista australiano
- Aron Gunnarsson, calciatore islandese
- Aron Jakovlevič Gurevič, storico russo
- Aron Gurwitsch, filosofo e fenomenologo lituano
- Aron Jóhannsson, calciatore islandese
- Aron Pollitz, calciatore svizzero
- Aron Ralston, alpinista statunitense
- Aron Schmidhuber, arbitro di calcio tedesco
- Aron Hector Schmitz, vero nome di Italo Svevo, scrittore e drammaturgo italiano
- Aron Tiranul, voivoda di Moldavia
- Aron Winter, allenatore di calcio e calciatore olandese
- Aron Þrándarson, calciatore islandese

### Variante Harun
- Harun, wali di Barcellona
- Hārūn al-Rashīd, califfo abbaside
- Harun Erdenay, cestista turco

### Altre varianti
- Aharon Appelfeld, scrittore israeliano
- Aarón Galindo, calciatore messicano
- Aarón Ñíguez, calciatore spagnolo
- Aharon Razin, biochimico israeliano
- Áron Szilágyi, schermidore ungherese
- Haroun Tazieff, ingegnere, agronomo e geologo polacco naturalizzato francese

## Il nome nelle arti
- Aron è un personaggio del manga Saint Seiya - Next Dimension - Myth of Hades e del manga e anime I Cavalieri dello zodiaco - The Lost Canvas - Il mito di Ade.
- Aaron è un personaggio della serie Pokémon.
- Aaron Echolls è un personaggio della serie televisiva Veronica Mars.
- Aaron Littleton è un personaggio della serie televisiva Lost.
- Aaron Stack è un personaggio dei fumetti Marvel.
- Aaron Stone è un personaggio della serie televisiva Aaron Stone.